# Tottanfjella
Die Tottanfjella ist der südlichste Gebirgsteil der Heimefrontfjella in Neuschwabenland. Sie wird von den nördlicher gelegenen Teilen der Heimefrontfjella durch das gletschergefüllte Kiberdalen getrennt. Die Gebirgsmassive und Nunataks der Tottanfjella bedecken eine Fläche von etwa 1200 km²; die höchste Erhebung ist die 2260 m hohe Johnsonhogna. Die Tottanfjella wurde nach dem norwegischen Expeditionsschiff MV Tottan benannt, das bei Antarktis-Expeditionen in den 1950er Jahren eingesetzt wurde, darunter auch dem Bau der britischen Halley-Station. Das Gebirge wurde von 1963 bis 1966 von britischen Expeditionen erstmals besucht und vermessen, eine detaillierte geologische Kartierung erfolgte im Südsommer 1993/94 durch die deutsch-südafrikanische Heimefrontfjella-Expedition.

## Geologie
siehe auch Geologie der Heimefrontfjella

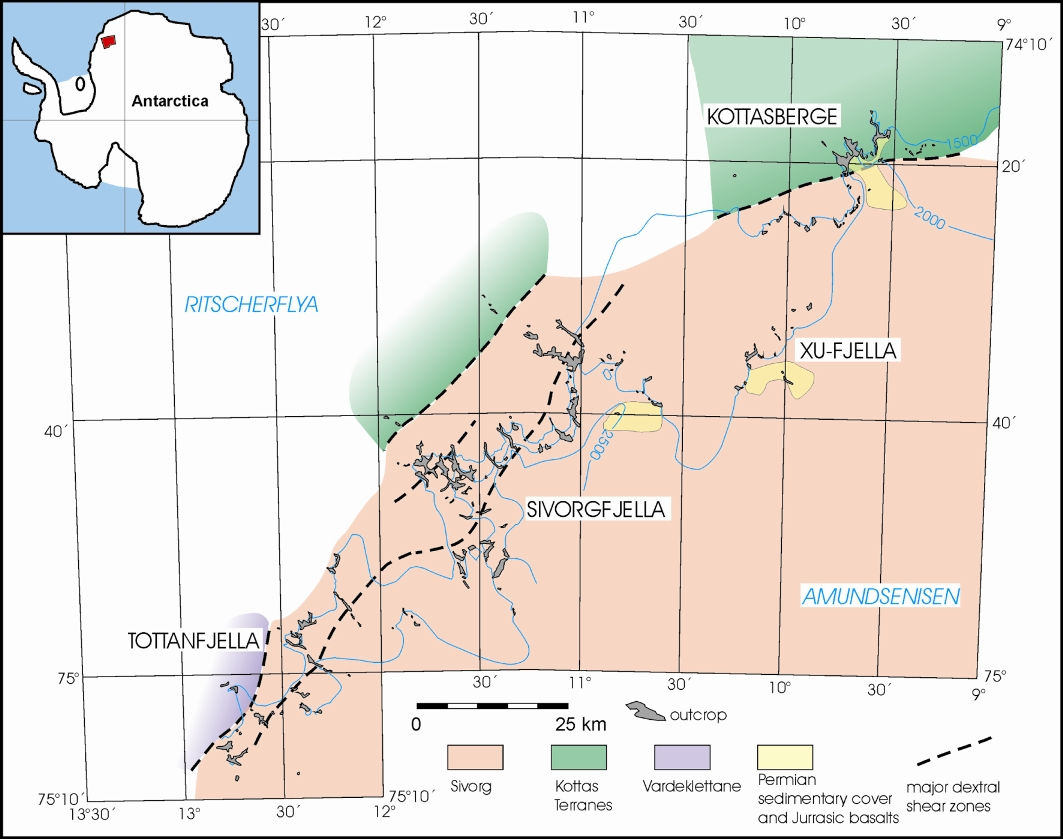
Geologische Übersichtskarte der Heimefrontfjella.

Der westliche Teil von Tottanfjella besteht aus granulitfaziellen Gneisen und Quarziten, die etwa 1200 mya alt sind und im ausgehenden Mesoproterozoikum metamorphosiert wurden. Diese Gesteine werden durch eine meist vom Eis verdeckte Störungszone von Graniten und Monzoniten getrennt, die mehrfach, zuletzt im Kambrium, deformiert und metamorph überprägt wurden. Deutlich sichtbar wird die Krustengrenze zwischen den beiden Teilgebieten auf aeromagnetischen Aufnahmen.

## Fauna und Flora
Wegen der großen Distanz zum offenen Meer, brüten nur relativ wenige Paare des Schneesturmvogels (Pagodroma nivea) in dieser Gebirgsregion. Zwei Milbenarten haben ihre Typlokalität in der Tottanfjella, wovon eine Art nach diesem Gebirge als Eupodes tottanfjella benannt wurde; auch die zweite Art Norchestes bifurcatus wurde erstmals in diesem Gebirge gefunden. Pflanzliches Leben ist in der Tottanfjella selten und auf wenige Standorte beschränkt. Es treten vor allem Krustenflechten der Gattungen Lecidea und Alectoria auf.